# Nuoto ai Giochi della XXXIII Olimpiade
Le competizioni di nuoto ai Giochi della XXXIII Olimpiade si sono svolte dal 27 luglio al 4 agosto 2024, con l'evento conclusivo della maratona disputato l'8 ed il 9 agosto. Tutte le gare si sono disputate alla Paris La Défense Arena, ad eccezione delle due maratone, nuotate nel fiume Senna.

## Calendario
| Uomini | 400 m s.l. 4x100 m s.l. | 100 m rana 400 m misti | 200 m s.l. 100 m dorso                | 800 m s.l. 4x200 m s.l. | 100 m s.l. 200 m rana 200 m farfalla | 200 m dorso                            | 50 m s.l. 200 m misti | 100 m farfalla         | 1500 m s.l. 4x100 m misti | - | - | - | -              | Maratona 10 km | 18 |
| Donne  | 400 m s.l. 4x100 m s.l. | 100 m farfalla         | 200 m farfalla 100 m rana 400 m misti | 100 m dorso             | 100 m s.l. 1500 m s.l.               | 200 m rana 200 m farfalla 4x200 m s.l. | 200 m dorso           | 800 m s.l. 200 m misti | 50 m s.l. 4x100 m misti   | - | - | - | Maratona 10 km | -              | 18 |
| Misto  | -                       | -                      | -                                     | -                       | -                                    | -                                      | -                     | 4x100 m misti          | -                         | - | - | - | -              | -              | 1  |
| Totale | 4                       | 3                      | 5                                     | 3                       | 5                                    | 4                                      | 3                     | 4                      | 4                         | 0 | 0 | 0 | 1              | 1              | 37 |

## Podi

### Uomini
| Evento                          | Oro | Perform.  | Argento | Perform.  | Bronzo | Perform.  |
| Stile libero                    | |           | |           | |           |
| 50 m (dettagli)                 | Cameron McEvoy | 21"25     | Benjamin Proud | 21"30     | Florent Manaudou | 21"56     |
| 100 m (dettagli)                | Pan Zhanle | 46"40     | Kyle Chalmers | 47"48     | David Popovici | 47"49     |
| 200 m (dettagli)                | David Popovici | 1'44"72   | Matthew Richards | 1'44"74   | Luke Hobson | 1'44"79   |
| 400 m (dettagli)                | Lukas Märtens | 3'41"78   | Elijah Winnington | 3'42"21   | Kim Woo-min | 3'42"50   |
| 800 m (dettagli)                | Daniel Wiffen | 7'38"19   | Robert Finke | 7'38"75   | Gregorio Paltrinieri | 7'39"38   |
| 1500 m (dettagli)               | Robert Finke | 14'30"67  | Gregorio Paltrinieri | 14'34"55  | Daniel Wiffen | 14'39"63  |
| Dorso                           | |           | |           | |           |
| 100 m (dettagli)                | Thomas Ceccon | 52"00     | Xu Jiayu | 52"32     | Ryan Murphy | 52"39     |
| 200 m (dettagli)                | Hubert Kós | 1'54"26   | Apostolos Christou | 1'54"82   | Roman Mityukov | 1'54"85   |
| Rana                            | |           | |           | |           |
| 100 m (dettagli)                | Nicolò Martinenghi | 59"03     | Adam Peaty Nic Fink | 59"05     | Non assegnata. |           |
| 200 m (dettagli)                | Léon Marchand | 2'05"85   | Zac Stubblety-Cook | 2'06"79   | Caspar Corbeau | 2'07"90   |
| Farfalla                        | |           | |           | |           |
| 100 m (dettagli)                | Kristóf Milák | 49"90     | Joshua Liendo | 49"99     | Ilya Kharun | 50"45     |
| 200 m (dettagli)                | Léon Marchand | 1'51"21   | Kristóf Milák | 1'51"75   | Ilya Kharun | 1'52"80   |
| Misti                           | |           | |           | |           |
| 200 m (dettagli)                | Léon Marchand | 1'54"06   | Duncan Scott | 1'55"31   | Wang Shun | 1'56"00   |
| 400 m (dettagli)                | Léon Marchand | 4'02"95   | Tomoyuki Matsushita | 4'08"62   | Carson Foster | 4'08"66   |
| Staffette                       | |           | |           | |           |
| 4x100 m stile libero (dettagli) | Stati Uniti Jack Alexy (47"67) Chris Guiliano (47"33) Hunter Armstrong (46"75) Caeleb Dressel (47"53) Ryan Held* Matthew King*        | 3'09"28   | Australia Jack Cartwright (48"03) Flynn Southam (48"00) Kai Taylor (47"73) Kyle Chalmers (46"59) William Yang*                                      | 3'10"35   | Italia Alessandro Miressi (48"04) Thomas Ceccon (47"44) Paolo Conte Bonin (48"16) Manuel Frigo (47"06) Lorenzo Zazzeri* Leonardo Deplano*        | 3'10"70   |
| 4x200 m stile libero (dettagli) | Gran Bretagna James Guy (1'45"09) Thomas Dean (1'45"28) Matthew Richards (1'45"11) Duncan Scott (1'43"95) Kieran Bird* Jack McMillan* | 6'59"43   | Stati Uniti Luke Hobson (1'45"55) Carson Foster (1'45"31) Drew Kibler (1'45"12) Kieran Smith (1'44"80) Brooks Curry* Blake Pieroni* Chris Guiliano* | 7'00"78   | Australia Maximillian Giuliani (1'45"99) Flynn Southam (1'45"53) Elijah Winnington (1'45"19) Thomas Neill (1'45"27) Kai Taylor* Zac Incerti*     | 7'01"98   |
| 4x100 m misti (dettagli)        | Cina Xu Jiayu (52"37) Qin Haiyang (57"98) Sun Jiajun (51"19) Pan Zhanle (45"91) Wang Changhao*                                        | 3'27"46   | Stati Uniti Ryan Murphy (52"44) Nic Fink (58"97) Caeleb Dressel (49"41) Hunter Armstrong (47"19) Charlie Swanson* Thomas Heilman* Jack Alexy*       | 3'28"01   | Francia Yohann Ndoye-Brouard (52"60) Léon Marchand (58"62) Maxime Grousset (49"57) Florent Manaudou (47"59) Clément Secchi* Rafael Fente-Damers* | 3'28"38   |
| Maratona                        | |           | |           | |           |
| 10 km (dettagli)                | Kristóf Rasovszky | 1h50'52"7 | Oliver Klemet | 1h50'54"8 | Dávid Betlehem | 1h51'09"0 |

Nota: * indica i nuotatori che hanno gareggiato solamente in batteria.

### Donne
| Evento                          | Oro | Perform.  | Argento | Perform.  | Bronzo | Perform.  |
| Stile libero                    | |           | |           | |           |
| 50 m (dettagli)                 | Sarah Sjöström | 23"71     | Meg Harris | 23"97     | Zhang Yufei | 24"20     |
| 100 m (dettagli)                | Sarah Sjöström | 52"16     | Torri Huske | 52"29     | Siobhán Haughey | 52"33     |
| 200 m (dettagli)                | Mollie O'Callaghan | 1'53"27   | Ariarne Titmus | 1'53"81   | Siobhán Haughey | 1'54"55   |
| 400 m (dettagli)                | Ariarne Titmus | 3'57"49   | Summer McIntosh | 3'58"37   | Katie Ledecky | 4'00"86   |
| 800 m (dettagli)                | Katie Ledecky | 8'11"04   | Ariarne Titmus | 8'12"29   | Paige Madden | 8'13"00   |
| 1500 m (dettagli)               | Katie Ledecky | 15'30"02  | Anastasija Kirpičnikova | 15'40"35  | Isabel Gose | 15'41"16  |
| Dorso                           | |           | |           | |           |
| 100 m (dettagli)                | Kaylee McKeown | 57"33     | Regan Smith | 57"66     | Katharine Berkoff | 57"98     |
| 200 m (dettagli)                | Kaylee McKeown | 2'03"73   | Regan Smith | 2'04"26   | Kylie Masse | 2'05"57   |
| Rana                            | |           | |           | |           |
| 100 m (dettagli)                | Tatjana Smith | 1'05"28   | Tang Qianting | 1'05"54   | Mona McSharry | 1'05"59   |
| 200 m (dettagli)                | Kate Douglass | 2'19"24   | Tatjana Smith | 2'19"60   | Tes Schouten | 2'21"05   |
| Farfalla                        | |           | |           | |           |
| 100 m (dettagli)                | Torri Huske | 55"59     | Gretchen Walsh | 55"63     | Zhang Yufei | 56"21     |
| 200 m (dettagli)                | Summer McIntosh | 2'03"03   | Regan Smith | 2'03"84   | Zhang Yufei | 2'05"09   |
| Misti                           | |           | |           | |           |
| 200 m (dettagli)                | Summer McIntosh | 2'06"56   | Kate Douglass | 2'06"92   | Kaylee McKeown | 2'08"08   |
| 400 m (dettagli)                | Summer McIntosh | 4'27"71   | Katie Grimes | 4'33"40   | Emma Weyant | 4'34"93   |
| Staffette                       | |           | |           | |           |
| 4x100 m stile libero (dettagli) | Australia Mollie O'Callaghan (52"24) Shayna Jack (52"35) Emma McKeon (52"39) Meg Harris (51"94) Olivia Wunsch* Bronte Campbell*                               | 3'28"92   | Stati Uniti Kate Douglass (52"98) Gretchen Walsh (52"55) Torri Huske (52"06) Simone Manuel (52"61) Abbey Weitzeil* Erika Brown*                                     | 3'30"20   | Cina Yang Junxuan (52"48) Cheng Yujie (52"76) Zhang Yufei (52"75) Wu Qingfeng (52"31) Yu Yiting*                              | 3'30"30   |
| 4x200 m stile libero (dettagli) | Australia Mollie O'Callaghan (1'53"52) Lani Pallister (1'55"61) Brianna Throssell (1'56"00) Ariarne Titmus (1'52"95) Jamie Perkins* Shayna Jack*              | 7'38"08   | Stati Uniti Claire Weinstein (1'54"88) Paige Madden (1'55"63) Katie Ledecky (1'54"93) Erin Gemmell (1'55"40) Anna Peplowski* Simone Manuel* Alex Shackell*          | 7'40"86   | Cina Yang Junxuan (1'54"52) Li Bingjie (1'55"05) Ge Chutong (1'57"45) Liu Yaxin (1'55"32) Tang Muhan* Kong Yaqi*              | 7'42"34   |
| 4x100 m misti (dettagli)        | Stati Uniti Regan Smith (57"28 ) Lilly King (1'04"90) Gretchen Walsh (55"03) Torri Huske (52"42) Katharine Berkoff* Emma Weber* Alex Shackell* Kate Douglass* | 3'49"63   | Australia Kaylee McKeown (57"72) Jenna Strauch (1'07"31) Emma McKeon (56"25) Mollie O'Callaghan (51"83) Iona Anderson* Ella Ramsay* Alexandria Perkins* Meg Harris* | 3'53"11   | Cina Wan Letian (59"81) Tang Qianting (1'05"79) Zhang Yufei (55"52) Yang Junxuan (52"11) Wang Xue'er* Yu Yiting* Wu Qingfeng* | 3'53"23   |
| Maratona                        | |           | |           | |           |
| 10 km (dettagli)                | Sharon van Rouwendaal | 2h03'34"2 | Moesha Johnson | 2h03'39"7 | Ginevra Taddeucci | 2h03'42"8 |

Nota: * indica i nuotatori che hanno gareggiato solamente in batteria.

### Misti
| Evento                   | Oro | Perform. | Argento | Perform. | Bronzo | Perform. |
| Staffette                | |          | |          | |          |
| 4x100 m misti (dettagli) | Stati Uniti Ryan Murphy (52"08) Nic Fink (58"29) Gretchen Walsh (55"18) Torri Huske (51"88) Regan Smith* Charlie Swanson* Caeleb Dressel* Abbey Weitzeil* | 3'37"43  | Cina Xu Jiayu (52"13) Qin Haiyang (57"82) Zhang Yufei (55"64) Yang Junxuan (51"96) Tang Qianting* Pan Zhanle* | 3'37"55  | Australia Kaylee McKeown (57"90) Joshua Yong (58"43) Matthew Temple (50"42) Mollie O'Callaghan (52"01) Iona Anderson* Zac Stubblety-Cook* Emma McKeon* Kyle Chalmers* | 3'38"76  |

## Medagliere
| Pos.   | Paese         | Oro | Argento | Bronzo | Totale |
| ------ | ------------- | --- | ------- | ------ | ------ |
| 1      | Stati Uniti   | 8   | 13      | 7      | 28     |
| 2      | Australia     | 7   | 9       | 3      | 19     |
| 3      | Francia       | 4   | 1       | 2      | 7      |
| 4      | Canada        | 3   | 2       | 3      | 8      |
| 5      | Ungheria      | 3   | 1       | 1      | 5      |
| 6      | Cina          | 2   | 3       | 7      | 12     |
| 7      | Italia        | 2   | 1       | 3      | 6      |
| 8      | Svezia        | 2   | 0       | 0      | 2      |
| 9      | Gran Bretagna | 1   | 4       | 0      | 5      |
| 10     | Germania      | 1   | 1       | 1      | 3      |
| 11     | Sudafrica     | 1   | 1       | 0      | 2      |
| 12     | Irlanda       | 1   | 0       | 2      | 3      |
| 12     | Paesi Bassi   | 1   | 0       | 2      | 3      |
| 14     | Romania       | 1   | 0       | 1      | 2      |
| 15     | Giappone      | 0   | 1       | 0      | 1      |
| 15     | Grecia        | 0   | 1       | 0      | 1      |
| 17     | Hong Kong     | 0   | 0       | 2      | 2      |
| 18     | Corea del Sud | 0   | 0       | 1      | 1      |
| 18     | Svizzera      | 0   | 0       | 1      | 1      |
| Totale | Totale        | 37  | 38      | 36     | 111    |